# Liste der Nummer-eins-Hits in Deutschland (2012)
Diese Liste enthält alle Nummer-eins-Hits in Deutschland im Jahr 2012. Es gab in diesem Jahr 13 Nummer-eins-Singles und 29 Nummer-eins-Alben.
Die Single- und Albumcharts werden von Media Control wöchentlich zusammengestellt. Sie berücksichtigen sowohl online Download-Käufe als auch den Verkauf physischer Tonträger (CDs). Auswertungszeitraum ist jeweils Freitag bis Donnerstag der nachfolgenden Woche. Am Dienstag darauf werden die Charts zunächst für die Musikindustrie bekannt gegeben, die offizielle Veröffentlichung erfolgt jeweils am Freitag darauf.
Die vom Bundesverband Musikindustrie im Auftrag ermittelten deutschen Airplay-Charts umfassen 200 Positionen und stellen mit 450 Sendern eine repräsentative Abbildung der Musiknutzung im Hörfunk der Bundesrepublik Deutschland dar. Das Broadcast Monitoring Service übernimmt MusicDNA. Zur Ermittlung der Rangfolge werden die Einsätze mit Punkten gewichtet, die sich an der Reichweite der berücksichtigten Hörfunksender orientieren. Häufig wird im Airplay-Chart auch die Anzahl der Einsätze mit angegeben.
Die ersten deutschen Streaming-Charts erstellte Media Control im Mai 2012 (Top 20).

## Singles
| ← 2011 ← | Liste der Nummer-eins-Hits in Deutschland | Liste der Nummer-eins-Hits in Deutschland | Liste der Nummer-eins-Hits in Deutschland | 2013 →                    |
| \| Zeitraum \| Wo. ges. \| Interpret \| Titel Autor(en) \| Zusätzliche Informationen \| \| (Zeitraum, Wochen auf Platz eins, Interpret, Titel, Autor[en], zusätzliche Informationen) \| \| \| \| \| \| ----------------------------------------------------------------------------------------- \| -------- \| ------------------------------ \| ------------------------------------------------------------------------------------------------------------------------------------------------------------------------------------------------------------- \| ------------------------- \| \| 30. Dezember 2011 – 2. Februar 2012 5 Wochen \| 5 \| Gotye feat. Kimbra \| Somebody That I Used to Know Walter Andre E. De Backer, Luiz Bonfá \| – \| \| 3. Februar 2012 – 5. April 2012 9 Wochen (insgesamt 10) \| 10 \| Michel Teló \| Ai Se Eu Te Pego! Sharon Acioly Arcoverde, Antonio Carlos Paim Cerqueira, Amanda Grasiele Mesquita Teixeira, Aline Medeiros Da Fonseca, Karine Assis Vinagre \| – \| \| 6. April 2012 – 12. April 2012 1 Woche (insgesamt 2) \| 2 \| Olly Murs feat. Rizzle Kicks \| Heart Skips a Beat James Christopher Eliot, Alex James Smith, Samuel Dylan Murray Preston, Harley Sylvester Alexander-Sule, Jordan Stephens \| – \| \| 13. April 2012 – 19. April 2012 1 Woche (insgesamt 10) \| 10 \| Michel Teló \| Ai Se Eu Te Pego! Sharon Acioly Arcoverde, Antonio Carlos Paim Cerqueira, Amanda Grasiele Mesquita Teixeira, Aline Medeiros Da Fonseca, Karine Assis Vinagre \| – \| \| 20. April 2012 – 26. April 2012 1 Woche (insgesamt 2) \| 2 \| Olly Murs feat. Rizzle Kicks \| Heart Skips a Beat James Christopher Eliot, Alex James Smith, Samuel Dylan Murray Preston, Harley Sylvester Alexander-Sule, Jordan Stephens \| – \| \| 27. April 2012 – 10. Mai 2012 2 Wochen (insgesamt 3) \| 3 \| Alex Clare \| Too Close Alexander George Claire, Jim Duguid \| – \| \| 11. Mai 2012 – 17. Mai 2012 1 Woche \| 1 \| Luca Hänni \| Don’t Think About Me Dieter Bohlen \| – \| \| 18. Mai 2012 – 24. Mai 2012 1 Woche (insgesamt 3) \| 3 \| Alex Clare \| Too Close Alexander George Claire, Jim Duguid \| – \| \| 25. Mai 2012 – 7. Juni 2012 2 Wochen (insgesamt 5) \| 5 \| Die Toten Hosen \| Tage wie diese Musik: Andreas von Holst; Text: Birgit E. F. Minichmayr, Andreas Frege \| – \| \| 8. Juni 2012 – 21. Juni 2012 2 Wochen \| 2 \| Loreen \| Euphoria Peter Lars Boström, Thomas G:son \| – \| \| 22. Juni 2012 – 12. Juli 2012 3 Wochen (insgesamt 5) \| 5 \| Die Toten Hosen \| Tage wie diese Musik: Andreas von Holst; Text: Birgit E. F. Minichmayr, Andreas Frege \| – \| \| 13. Juli 2012 – 16. August 2012 5 Wochen \| 5 \| Lykke Li \| I Follow Rivers (The Magician Remix) Richard W. Nowels Jr., Björn Daniel Arne Yttling, Li Lykke Timotej Zachrisson \| – \| \| 17. August 2012 – 27. September 2012 6 Wochen (insgesamt 7) \| 7 \| Asaf Avidan & the Mojos \| One Day / Reckoning Song (Wankelmut Remix) Musik: Asaf Avidan, Hadas Kleinman, Ran Nir, Roi Peled, Jonathan Yoni Joni Sheleg, Ori Winkur; Text: Asaf Avidan \| – \| \| 28. September 2012 – 4. Oktober 2012 1 Woche \| 1 \| Marteria, Yasha & Miss Platnum \| Lila Wolken Marten Laciny, David Conen, Yasha Conen, José Antonio García Soler, Dirk Heinz Berger, Vincent Graf Schlippenbach, Ruth Maria Renner; Text: Mario Wesser, Marten Laciny, David Conen, Yasha Conen \| – \| \| 5. Oktober 2012 – 11. Oktober 2012 1 Woche (insgesamt 7) \| 7 \| Asaf Avidan & the Mojos \| One Day / Reckoning Song (Wankelmut Remix) Musik: Asaf Avidan, Hadas Kleinman, Ran Nir, Roi Peled, Jonathan Yoni Joni Sheleg, Ori Winkur; Text: Asaf Avidan \| – \| \| 12. Oktober 2012 – 18. Oktober 2012 1 Woche (insgesamt 3) \| 3 \| Psy \| Gangnam Style Yoo Gun-hyung, Park Jae-sang \| – \| \| 19. Oktober 2012 – 25. Oktober 2012 1 Woche \| 1 \| Adele \| Skyfall Paul Richard Epworth, Adele Laurie Blue Adkins \| – \| \| 26. Oktober 2012 – 1. November 2012 1 Woche (insgesamt 3) \| 3 \| Psy \| Gangnam Style Yoo Gun-hyung, Park Jae-sang \| – \| \| 2. November 2012 – 10. Januar 2013 10 Wochen \| 10 \| Rihanna \| Diamonds Benjamin Levin, Sia Kate Furler, Tor Erik Hermansen, Mikkel Storleer Eriksen \| – \| |                                           |                                           | |                           |
| ← 2011 |                                           |                                           | | → 2013 →                  |
| Zeitraum | Wo. ges.                                  | Interpret                                 | Titel Autor(en) | Zusätzliche Informationen |
| (Zeitraum, Wochen auf Platz eins, Interpret, Titel, Autor[en], zusätzliche Informationen) |                                           |                                           | |                           |
| 30. Dezember 2011 – 2. Februar 2012 5 Wochen | 5                                         | Gotye feat. Kimbra                        | Somebody That I Used to Know Walter Andre E. De Backer, Luiz Bonfá | –                         |
| 3. Februar 2012 – 5. April 2012 9 Wochen (insgesamt 10) | 10                                        | Michel Teló                               | Ai Se Eu Te Pego! Sharon Acioly Arcoverde, Antonio Carlos Paim Cerqueira, Amanda Grasiele Mesquita Teixeira, Aline Medeiros Da Fonseca, Karine Assis Vinagre                                                  | –                         |
| 6. April 2012 – 12. April 2012 1 Woche (insgesamt 2) | 2                                         | Olly Murs feat. Rizzle Kicks              | Heart Skips a Beat James Christopher Eliot, Alex James Smith, Samuel Dylan Murray Preston, Harley Sylvester Alexander-Sule, Jordan Stephens                                                                   | –                         |
| 13. April 2012 – 19. April 2012 1 Woche (insgesamt 10) | 10                                        | Michel Teló                               | Ai Se Eu Te Pego! Sharon Acioly Arcoverde, Antonio Carlos Paim Cerqueira, Amanda Grasiele Mesquita Teixeira, Aline Medeiros Da Fonseca, Karine Assis Vinagre                                                  | –                         |
| 20. April 2012 – 26. April 2012 1 Woche (insgesamt 2) | 2                                         | Olly Murs feat. Rizzle Kicks              | Heart Skips a Beat James Christopher Eliot, Alex James Smith, Samuel Dylan Murray Preston, Harley Sylvester Alexander-Sule, Jordan Stephens                                                                   | –                         |
| 27. April 2012 – 10. Mai 2012 2 Wochen (insgesamt 3) | 3                                         | Alex Clare                                | Too Close Alexander George Claire, Jim Duguid | –                         |
| 11. Mai 2012 – 17. Mai 2012 1 Woche | 1                                         | Luca Hänni                                | Don’t Think About Me Dieter Bohlen | –                         |
| 18. Mai 2012 – 24. Mai 2012 1 Woche (insgesamt 3) | 3                                         | Alex Clare                                | Too Close Alexander George Claire, Jim Duguid | –                         |
| 25. Mai 2012 – 7. Juni 2012 2 Wochen (insgesamt 5) | 5                                         | Die Toten Hosen                           | Tage wie diese Musik: Andreas von Holst; Text: Birgit E. F. Minichmayr, Andreas Frege | –                         |
| 8. Juni 2012 – 21. Juni 2012 2 Wochen | 2                                         | Loreen                                    | Euphoria Peter Lars Boström, Thomas G:son | –                         |
| 22. Juni 2012 – 12. Juli 2012 3 Wochen (insgesamt 5) | 5                                         | Die Toten Hosen                           | Tage wie diese Musik: Andreas von Holst; Text: Birgit E. F. Minichmayr, Andreas Frege | –                         |
| 13. Juli 2012 – 16. August 2012 5 Wochen | 5                                         | Lykke Li                                  | I Follow Rivers (The Magician Remix) Richard W. Nowels Jr., Björn Daniel Arne Yttling, Li Lykke Timotej Zachrisson                                                                                            | –                         |
| 17. August 2012 – 27. September 2012 6 Wochen (insgesamt 7) | 7                                         | Asaf Avidan & the Mojos                   | One Day / Reckoning Song (Wankelmut Remix) Musik: Asaf Avidan, Hadas Kleinman, Ran Nir, Roi Peled, Jonathan Yoni Joni Sheleg, Ori Winkur; Text: Asaf Avidan                                                   | –                         |
| 28. September 2012 – 4. Oktober 2012 1 Woche | 1                                         | Marteria, Yasha & Miss Platnum            | Lila Wolken Marten Laciny, David Conen, Yasha Conen, José Antonio García Soler, Dirk Heinz Berger, Vincent Graf Schlippenbach, Ruth Maria Renner; Text: Mario Wesser, Marten Laciny, David Conen, Yasha Conen | –                         |
| 5. Oktober 2012 – 11. Oktober 2012 1 Woche (insgesamt 7) | 7                                         | Asaf Avidan & the Mojos                   | One Day / Reckoning Song (Wankelmut Remix) Musik: Asaf Avidan, Hadas Kleinman, Ran Nir, Roi Peled, Jonathan Yoni Joni Sheleg, Ori Winkur; Text: Asaf Avidan                                                   | –                         |
| 12. Oktober 2012 – 18. Oktober 2012 1 Woche (insgesamt 3) | 3                                         | Psy                                       | Gangnam Style Yoo Gun-hyung, Park Jae-sang | –                         |
| 19. Oktober 2012 – 25. Oktober 2012 1 Woche | 1                                         | Adele                                     | Skyfall Paul Richard Epworth, Adele Laurie Blue Adkins | –                         |
| 26. Oktober 2012 – 1. November 2012 1 Woche (insgesamt 3) | 3                                         | Psy                                       | Gangnam Style Yoo Gun-hyung, Park Jae-sang | –                         |
| 2. November 2012 – 10. Januar 2013 10 Wochen | 10                                        | Rihanna                                   | Diamonds Benjamin Levin, Sia Kate Furler, Tor Erik Hermansen, Mikkel Storleer Eriksen | –                         |

## Alben
| ← 2011 ← | Liste der Nummer-eins-Alben in Deutschland | Liste der Nummer-eins-Alben in Deutschland | Liste der Nummer-eins-Alben in Deutschland     | 2013 →                    |
| \| Zeitraum \| Wo. ges. \| Interpret \| Titel \| Zusätzliche Informationen \| \| (Zeitraum, Wochen auf Platz eins, Interpret, Titel, zusätzliche Informationen) \| \| \| \| \| \| ------------------------------------------------------------------------------ \| -------- \| ---------------------- \| ---------------------------------------------- \| ------------------------- \| \| 23. Dezember 2011 – 12. Januar 2012 3 Wochen (insgesamt 8) \| 8 \| Udo Lindenberg \| MTV Unplugged – Live aus dem Hotel Atlantic \| – \| \| 13. Januar 2012 – 2. Februar 2012 3 Wochen (insgesamt 8) \| 8 \| Adele \| 21 \| – \| \| 3. Februar 2012 – 9. Februar 2012 1 Woche \| 1 \| Kraftklub \| Mit K \| – \| \| 10. Februar 2012 – 16. Februar 2012 1 Woche \| 1 \| Lana Del Rey \| Born to Die \| – \| \| 17. Februar 2012 – 15. März 2012 4 Wochen \| 4 \| Xavier Naidoo \| Danke für’s Zuhören – Liedersammlung 1998–2012 \| – \| \| 16. März 2012 – 22. März 2012 1 Woche \| 1 \| Bruce Springsteen \| Wrecking Ball \| – \| \| 23. März 2012 – 29. März 2012 1 Woche \| 1 \| Santiano \| Bis ans Ende der Welt \| – \| \| 30. März 2012 – 26. April 2012 4 Wochen (insgesamt 5) \| 5 \| Unheilig \| Lichter der Stadt \| – \| \| 27. April 2012 – 17. Mai 2012 3 Wochen \| 3 \| Die Ärzte \| Auch \| – \| \| 18. Mai 2012 – 21. Juni 2012 5 Wochen (insgesamt 6) \| 6 \| Die Toten Hosen \| Ballast der Republik \| – \| \| 22. Juni 2012 – 28. Juni 2012 1 Woche \| 1 \| Amy Macdonald \| Life in a Beautiful Light \| – \| \| 29. Juni 2012 – 5. Juli 2012 1 Woche (insgesamt 6) \| 6 \| Die Toten Hosen \| Ballast der Republik \| – \| \| 6. Juli 2012 – 19. Juli 2012 2 Wochen \| 2 \| Linkin Park \| Living Things \| – \| \| 20. Juli 2012 – 16. August 2012 4 Wochen (insgesamt 5) \| 5 \| Cro \| Raop \| – \| \| 17. August 2012 – 23. August 2012 1 Woche \| 1 \| Die Amigos \| Bis ans Ende der Zeit \| – \| \| 24. August 2012 – 30. August 2012 1 Woche (insgesamt 5) \| 5 \| Cro \| Raop \| – \| \| 31. August 2012 – 6. September 2012 1 Woche \| 1 \| Philipp Poisel \| Projekt Seerosenteich \| – \| \| 7. September 2012 – 13. September 2012 1 Woche \| 1 \| Max Herre \| Hallo Welt! \| – \| \| 14. September 2012 – 20. September 2012 1 Woche \| 1 \| Mark Knopfler \| Privateering \| – \| \| 21. September 2012 – 27. September 2012 1 Woche \| 1 \| Billy Talent \| Dead Silence \| – \| \| 28. September 2012 – 4. Oktober 2012 1 Woche \| 1 \| Pink \| The Truth About Love \| – \| \| 5. Oktober 2012 – 11. Oktober 2012 1 Woche \| 1 \| Xavas \| Gespaltene Persönlichkeit \| – \| \| 12. Oktober 2012 – 18. Oktober 2012 1 Woche \| 1 \| Seeed \| Seeed \| – \| \| 19. Oktober 2012 – 25. Oktober 2012 1 Woche \| 1 \| Schiller \| Sonne \| – \| \| 26. Oktober 2012 – 1. November 2012 1 Woche \| 1 \| Bushido \| AMYF \| – \| \| 2. November 2012 – 8. November 2012 1 Woche (insgesamt 5) \| 5 \| Unheilig \| Lichter der Stadt \| – \| \| 9. November 2012 – 15. November 2012 1 Woche \| 1 \| Die Fantastischen Vier \| MTV Unplugged II \| – \| \| 16. November 2012 – 22. November 2012 1 Woche \| 1 \| Robbie Williams \| Take the Crown \| – \| \| 23. November 2012 – 29. November 2012 1 Woche \| 1 \| The Rolling Stones \| Grrr! \| – \| \| 30. November 2012 – 13. Dezember 2012 2 Wochen \| 2 \| Led Zeppelin \| Celebration Day \| – \| \| 14. Dezember 2012 – 27. Dezember 2012 2 Wochen (insgesamt 5) \| 5 \| Michael Bublé \| Christmas \| – \| \| 28. Dezember 2012 – 3. Januar 2013 1 Woche (insgesamt 2) \| 2 \| Helene Fischer \| Für einen Tag – Live 2012 \| – \| |                                            |                                            |                                                |                           |
| ← 2011 |                                            |                                            |                                                | → 2013 →                  |
| Zeitraum | Wo. ges.                                   | Interpret                                  | Titel                                          | Zusätzliche Informationen |
| (Zeitraum, Wochen auf Platz eins, Interpret, Titel, zusätzliche Informationen) |                                            |                                            |                                                |                           |
| 23. Dezember 2011 – 12. Januar 2012 3 Wochen (insgesamt 8) | 8                                          | Udo Lindenberg                             | MTV Unplugged – Live aus dem Hotel Atlantic    | –                         |
| 13. Januar 2012 – 2. Februar 2012 3 Wochen (insgesamt 8) | 8                                          | Adele                                      | 21                                             | –                         |
| 3. Februar 2012 – 9. Februar 2012 1 Woche | 1                                          | Kraftklub                                  | Mit K                                          | –                         |
| 10. Februar 2012 – 16. Februar 2012 1 Woche | 1                                          | Lana Del Rey                               | Born to Die                                    | –                         |
| 17. Februar 2012 – 15. März 2012 4 Wochen | 4                                          | Xavier Naidoo                              | Danke für’s Zuhören – Liedersammlung 1998–2012 | –                         |
| 16. März 2012 – 22. März 2012 1 Woche | 1                                          | Bruce Springsteen                          | Wrecking Ball                                  | –                         |
| 23. März 2012 – 29. März 2012 1 Woche | 1                                          | Santiano                                   | Bis ans Ende der Welt                          | –                         |
| 30. März 2012 – 26. April 2012 4 Wochen (insgesamt 5) | 5                                          | Unheilig                                   | Lichter der Stadt                              | –                         |
| 27. April 2012 – 17. Mai 2012 3 Wochen | 3                                          | Die Ärzte                                  | Auch                                           | –                         |
| 18. Mai 2012 – 21. Juni 2012 5 Wochen (insgesamt 6) | 6                                          | Die Toten Hosen                            | Ballast der Republik                           | –                         |
| 22. Juni 2012 – 28. Juni 2012 1 Woche | 1                                          | Amy Macdonald                              | Life in a Beautiful Light                      | –                         |
| 29. Juni 2012 – 5. Juli 2012 1 Woche (insgesamt 6) | 6                                          | Die Toten Hosen                            | Ballast der Republik                           | –                         |
| 6. Juli 2012 – 19. Juli 2012 2 Wochen | 2                                          | Linkin Park                                | Living Things                                  | –                         |
| 20. Juli 2012 – 16. August 2012 4 Wochen (insgesamt 5) | 5                                          | Cro                                        | Raop                                           | –                         |
| 17. August 2012 – 23. August 2012 1 Woche | 1                                          | Die Amigos                                 | Bis ans Ende der Zeit                          | –                         |
| 24. August 2012 – 30. August 2012 1 Woche (insgesamt 5) | 5                                          | Cro                                        | Raop                                           | –                         |
| 31. August 2012 – 6. September 2012 1 Woche | 1                                          | Philipp Poisel                             | Projekt Seerosenteich                          | –                         |
| 7. September 2012 – 13. September 2012 1 Woche | 1                                          | Max Herre                                  | Hallo Welt!                                    | –                         |
| 14. September 2012 – 20. September 2012 1 Woche | 1                                          | Mark Knopfler                              | Privateering                                   | –                         |
| 21. September 2012 – 27. September 2012 1 Woche | 1                                          | Billy Talent                               | Dead Silence                                   | –                         |
| 28. September 2012 – 4. Oktober 2012 1 Woche | 1                                          | Pink                                       | The Truth About Love                           | –                         |
| 5. Oktober 2012 – 11. Oktober 2012 1 Woche | 1                                          | Xavas                                      | Gespaltene Persönlichkeit                      | –                         |
| 12. Oktober 2012 – 18. Oktober 2012 1 Woche | 1                                          | Seeed                                      | Seeed                                          | –                         |
| 19. Oktober 2012 – 25. Oktober 2012 1 Woche | 1                                          | Schiller                                   | Sonne                                          | –                         |
| 26. Oktober 2012 – 1. November 2012 1 Woche | 1                                          | Bushido                                    | AMYF                                           | –                         |
| 2. November 2012 – 8. November 2012 1 Woche (insgesamt 5) | 5                                          | Unheilig                                   | Lichter der Stadt                              | –                         |
| 9. November 2012 – 15. November 2012 1 Woche | 1                                          | Die Fantastischen Vier                     | MTV Unplugged II                               | –                         |
| 16. November 2012 – 22. November 2012 1 Woche | 1                                          | Robbie Williams                            | Take the Crown                                 | –                         |
| 23. November 2012 – 29. November 2012 1 Woche | 1                                          | The Rolling Stones                         | Grrr!                                          | –                         |
| 30. November 2012 – 13. Dezember 2012 2 Wochen | 2                                          | Led Zeppelin                               | Celebration Day                                | –                         |
| 14. Dezember 2012 – 27. Dezember 2012 2 Wochen (insgesamt 5) | 5                                          | Michael Bublé                              | Christmas                                      | –                         |
| 28. Dezember 2012 – 3. Januar 2013 1 Woche (insgesamt 2) | 2                                          | Helene Fischer                             | Für einen Tag – Live 2012                      | –                         |

## Jahreshitparaden
Im Bereich der Singles landet der Titel Ai Se Eu Te Pego! des brasilianischen Sängers Michel Teló auf dem ersten Platz der Jahreswertung. Bei den Alben erreichen Die Toten Hosen mit Ballast der Republik Platz eins der Jahrescharts.

| ← 2011 ← | Liste der Jahres-Nummer-eins-Hits in Deutschland | Liste der Jahres-Nummer-eins-Hits in Deutschland            | Liste der Jahres-Nummer-eins-Hits in Deutschland | 2013 →   |
| \| Singles \| Position# \| Alben \| \| ------------------------------------------------------------------------------------------------------------------------------------------------------------------------ \| --------- \| ----------------------------------------------------------- \| \| Ai Se Eu Te Pego! Michel Teló Sharon Acioly Arcoverde, Antonio Carlos Paim Cerqueira, Amanda Grasiele Mesquita Teixeira, Aline Medeiros Da Fonseca, Karine Assis Vinagre \| 1 \| Ballast der Republik Die Toten Hosen \| \| Tage wie diese Die Toten Hosen Musik: Andreas von Holst; Text: Birgit E. F. Minichmayr, Andreas Frege \| 2 \| Lichter der Stadt Unheilig \| \| I Follow Rivers Lykke Li Richard W. Nowels Jr., Björn Daniel Arne Yttling, Li Lykke Timotej Zachrisson \| 3 \| 21 Adele \| \| Somebody That I Used to Know Gotye feat. Kimbra Walter Andre E. De Backer, Luiz Bonfá \| 4 \| Born to Die Lana Del Rey \| \| One Day / Reckoning Song (Wankelmut RMX) Musik: Asaf Avidan, Hadas Kleinman, Ran Nir, Roi Peled, Jonathan Yoni Joni Sheleg, Ori Winkur; Text: Asaf Avidan Asaf Avidan \| 5 \| Danke fürs Zuhören – Liedersammlung 1998–2012 Xavier Naidoo \| \| Call Me Maybe Carly Rae Jepsen Joshua Keeler Ramsay, Carly Rae Jepsen, Tavish Crowe \| 6 \| Bis ans Ende der Welt Santiano \| \| Diamonds Rihanna Benjamin Levin, Sia Kate Furler, Tor Erik Hermansen, Mikkel Storleer Eriksen \| 7 \| MTV Unplugged – Live aus dem Hotel Atlantic Udo Lindenberg \| \| Gangnam Style Psy Yoo Gun-hyung, Park Jae-sang \| 8 \| auch Die Ärzte \| \| Euphoria Loreen Peter Lars Boström, Thomas G:son \| 9 \| Raop Cro \| \| Heart Skips a Beat Olly Murs feat. Rizzle Kicks James Christopher Eliot, Alex James Smith, Samuel Dylan Murray Preston, Harley Sylvester Alexander-Sule, Jordan Stephens \| 10 \| Living Things Linkin Park \| |                                                  |                                                             |                                                  |          |
| ← 2011 |                                                  |                                                             |                                                  | → 2013 → |
| Singles | Position#                                        | Alben                                                       |                                                  |          |
| Ai Se Eu Te Pego! Michel Teló Sharon Acioly Arcoverde, Antonio Carlos Paim Cerqueira, Amanda Grasiele Mesquita Teixeira, Aline Medeiros Da Fonseca, Karine Assis Vinagre | 1                                                | Ballast der Republik Die Toten Hosen                        |                                                  |          |
| Tage wie diese Die Toten Hosen Musik: Andreas von Holst; Text: Birgit E. F. Minichmayr, Andreas Frege | 2                                                | Lichter der Stadt Unheilig                                  |                                                  |          |
| I Follow Rivers Lykke Li Richard W. Nowels Jr., Björn Daniel Arne Yttling, Li Lykke Timotej Zachrisson | 3                                                | 21 Adele                                                    |                                                  |          |
| Somebody That I Used to Know Gotye feat. Kimbra Walter Andre E. De Backer, Luiz Bonfá | 4                                                | Born to Die Lana Del Rey                                    |                                                  |          |
| One Day / Reckoning Song (Wankelmut RMX) Musik: Asaf Avidan, Hadas Kleinman, Ran Nir, Roi Peled, Jonathan Yoni Joni Sheleg, Ori Winkur; Text: Asaf Avidan Asaf Avidan | 5                                                | Danke fürs Zuhören – Liedersammlung 1998–2012 Xavier Naidoo |                                                  |          |
| Call Me Maybe Carly Rae Jepsen Joshua Keeler Ramsay, Carly Rae Jepsen, Tavish Crowe | 6                                                | Bis ans Ende der Welt Santiano                              |                                                  |          |
| Diamonds Rihanna Benjamin Levin, Sia Kate Furler, Tor Erik Hermansen, Mikkel Storleer Eriksen | 7                                                | MTV Unplugged – Live aus dem Hotel Atlantic Udo Lindenberg  |                                                  |          |
| Gangnam Style Psy Yoo Gun-hyung, Park Jae-sang | 8                                                | auch Die Ärzte                                              |                                                  |          |
| Euphoria Loreen Peter Lars Boström, Thomas G:son | 9                                                | Raop Cro                                                    |                                                  |          |
| Heart Skips a Beat Olly Murs feat. Rizzle Kicks James Christopher Eliot, Alex James Smith, Samuel Dylan Murray Preston, Harley Sylvester Alexander-Sule, Jordan Stephens | 10                                               | Living Things Linkin Park                                   |                                                  |          |